# Kru
Kru – grupa ludów afrykańskich zamieszkująca przybrzeżną strefę leśną Liberii, oraz Wybrzeża Kości Słoniowej. Liczy 2,5 miliona ludzi.
Zajmują się oni głównie rolnictwem i rybactwem. Wielu z nich pracuje na plantacjach i jako robotnicy portowi. Posługują się językiem kru.